# Hamsa

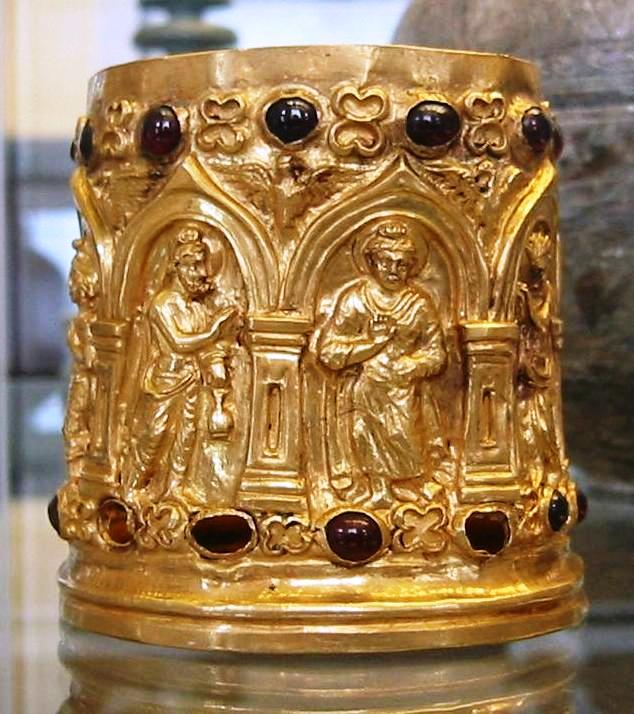
Pájaros jansa entre las espiras del relicario Bimaran (entre el 50 y el 10 a. C.).

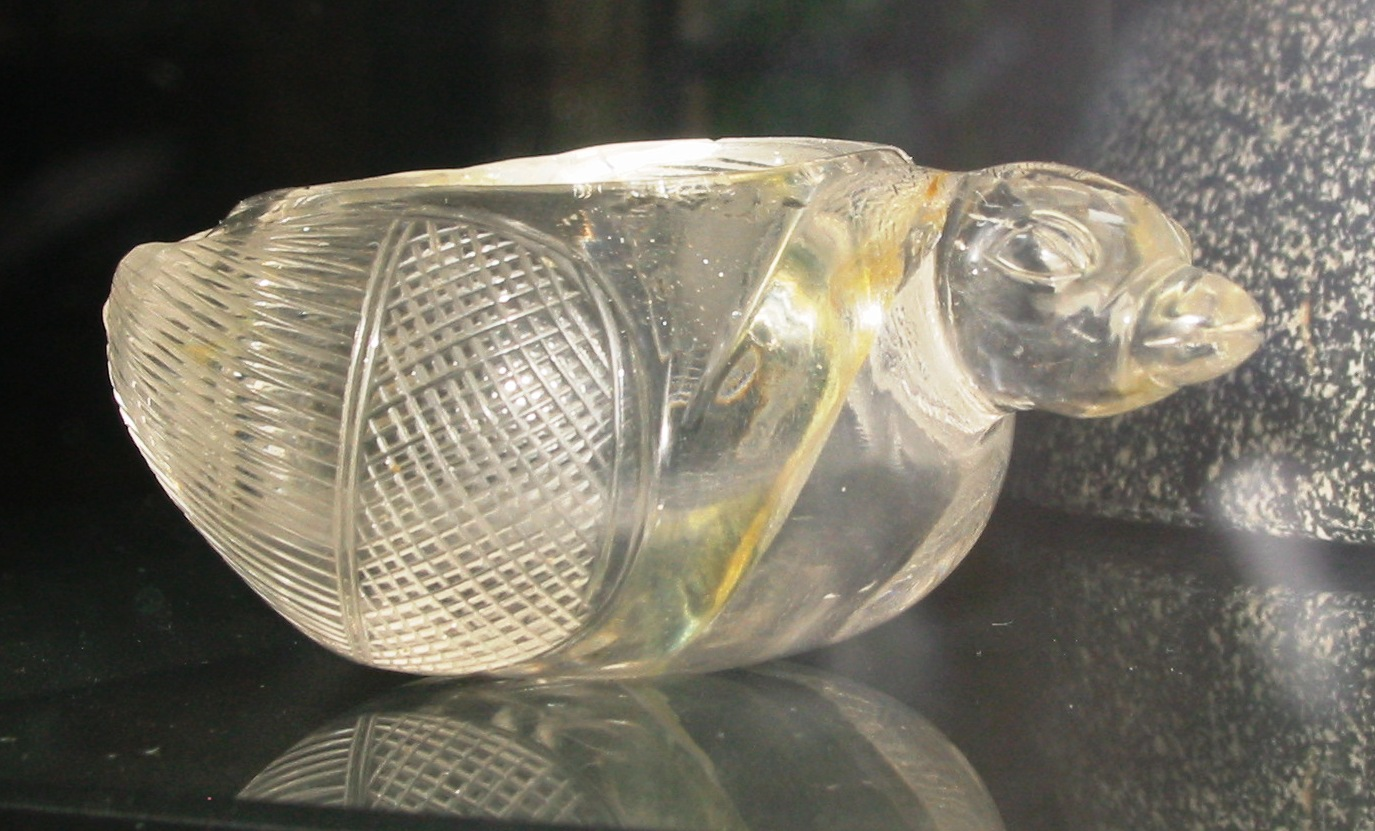
El Ganso Sagrado de Gandhara, una reliquia que representa a un jansa (ganso sagrado), en el stupa 32 del grupo Gangu, en Babar Khana, Taksila (Gandhara), siglo I d. C. Este jansa se encontró dentro de un recipiente cóncavo de granito, con una lámina de oro que dice: «Shira [nombre femenino] depositó en el jansa las reliquias de sus parientes desaparecidos». Tiene una cavidad en el medio para insertar las reliquias. Actualmente en poder del Museo Británico.

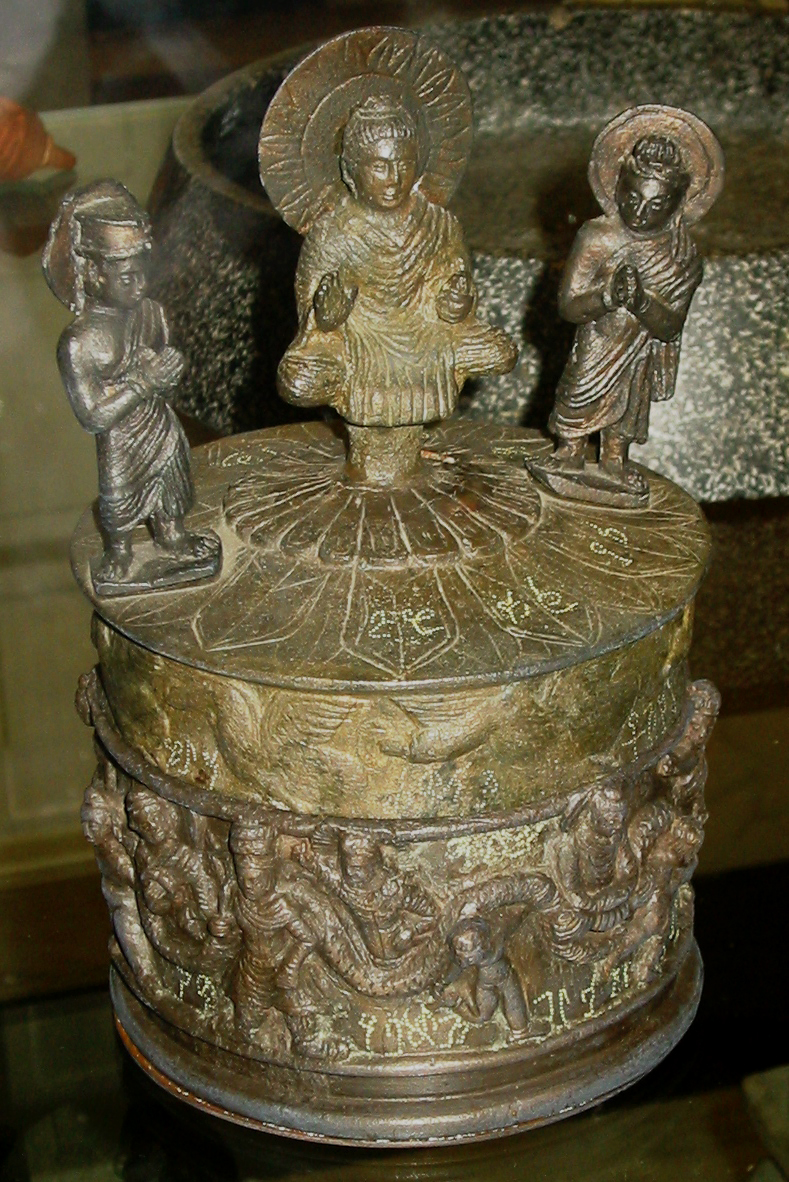
Un jansa en un relicario perteneciente al rey Kanishka (del año 127).

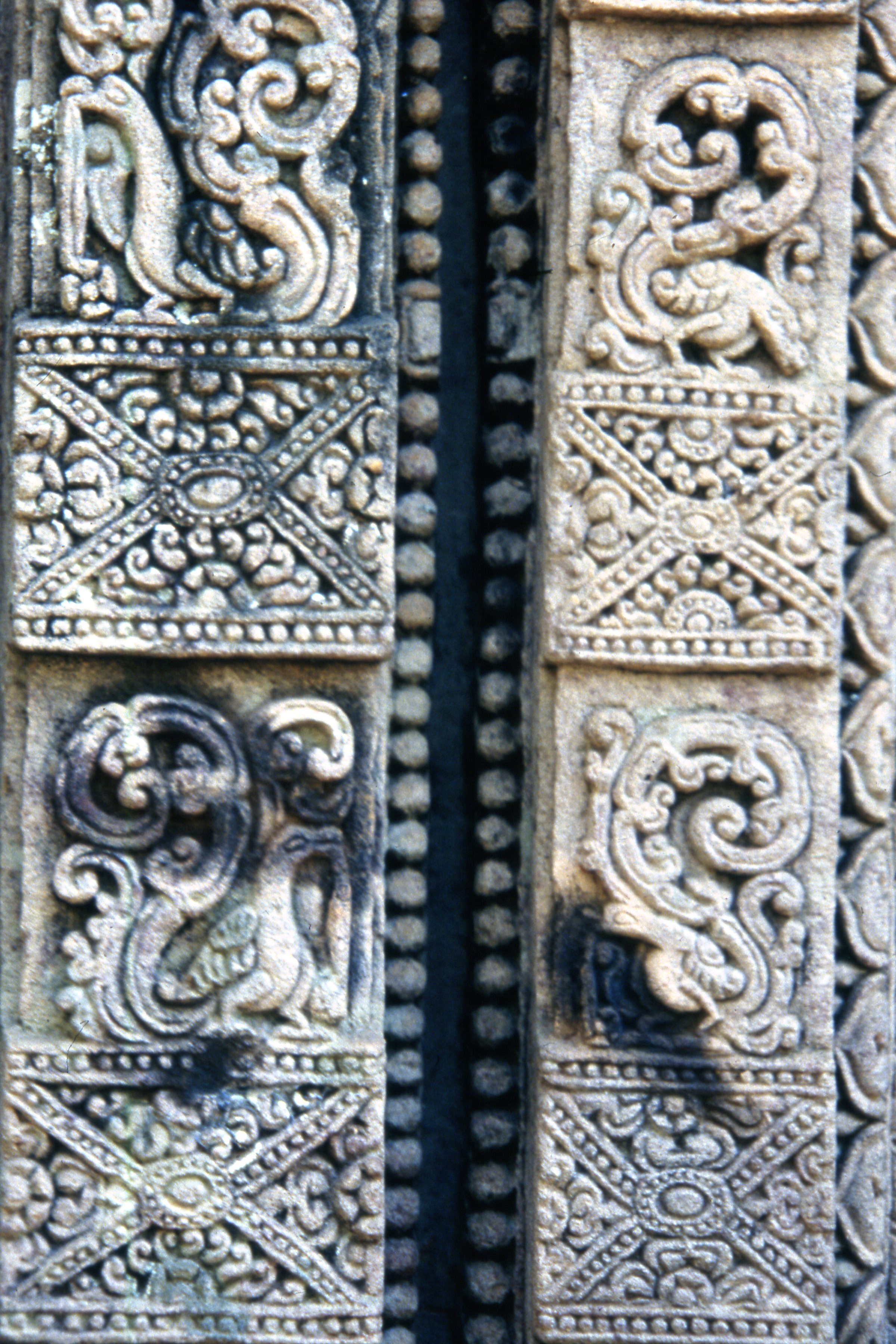
Grabados de aves divinas, jansa, en el templo de Parasuramesvara en Orissa, India.

Bandera de la región Bago, en Birmania (o Myanmar).

Bandera del estado Mon (en Birmania).

Bandera del partido del estado Mon (en Birmania).

El hansa (en devanagari  हंस, AITS haṃsa) es una palabra sánscrita que representa a un ave como el ganso o el cisne.
En los textos europeos antes del siglo XX se creía que se hablaba del cisne, pero en la actualidad se considera que se trata del ánsar indio.
En la cultura india se considera como un ave sagrada además de usarse como símbolo y elemento decorativo.
- haṃsa, en el sistema AITS (alfabeto internacional para la transliteración del sánscrito).
- हंस, en escritura devanagari del sánscrito.
- Pronunciación:
  - /jansá/ en sánscrito clásico.[1]
  - /jánsa/ en idiomas actuales de la India.
- Etimología: posiblemente proviene de una raíz sánscrita han, que podría significar ‘ir’, que va (gá)[1]
  - El erudito indio Saiana (f. 1387) inventó una etimología: ajam-sá (ahaṃ-sa), ‘yo-él’, yo soy Él (Dios).

Los creyentes del hinduismo dicen que el jansa tiene el poder de comer perlas y de separar la leche del agua (si se le ofrece una mezcla de ambos). En muchos textos se lo ensalza como el rey de las aves. Uno de los Upanishads se llama Jansa-upanishad. También se dice que poseen el conocimiento sagrado de los bráhmanas.

## Otras definiciones de jansa, según Monier-Williams[2]
Según el Sanskrit-English Dictionary (diccionario sánscrito-inglés) del británico Monier Monier-Williams (1819-1899), el jansa es un ganso, cisne, flamenco, ave acuática, ave de paso, a veces un pájaro meramente poético o mítico.
Según el Rig-veda, el jansa era capaz de separar el soma del agua, cuando ambos fluidos estaban mezclados, y en la literatura posterior (puránica), el jansa puede separar la leche del agua cuando están mezcladas.
Según el Rig-veda el jansa es el vehículo (vájana) de los dioses gemelos Ashwin, y en la literatura posterior (puránica), es el vehículo del dios Brahma o de la diosa Sárasvati (hija y consorte de Brahmá).
En el Rig-veda también puede significar ‘el mejor entre’ o ‘el jefe entre’.
Aparte de esa definición más conocida, el jansa puede ser:
- el alma, representada por el color blanco puro de un cisne, y representada por el ave migratoria como un ganso. A veces representa al alma universal (Dios, el espíritu supremo, identificado con Virash, Naraiana, Visnú, Siva, Kama y el dios del Sol. Cuando aparece en caso dual, significa el alma individual (cada persona) y el alma universal (Dios);
- uno de los aires vitales.[3]
- una especie de asceta.[4]
- un hombre de cualidades sobrenaturales nacido bajo una constelación particular.[5]
- un monarca no ambicioso.[3]
- un caballo.[6]
- un excelente buey de tiro (para otros un búfalo).[5]
- una montaña.[3]
- un templo de una forma particular.[5]
- una especie de mantra o texto místico.
- plata.[3]
- envidia, malicia.[3]
- nombre de dos tipos de métricas.[7]
- (en música) una especie de compás.[8]
- un nombre místico del fonema /j/ (que en letra devanagari se escribe ह, y en inglés se escribe h).
- un preceptor espiritual.[9]
- nombre de un deva-gandharva.[10]
- nombre de un dánava.[10]
- de un hijo del dios Brahmá.[11]
- de un hijo de Vasudeva.[11]
- de un hijo de Arishtá.[12]
- de un hijo de Brahma Datta, y general de Yara Samdha.[12]
- de varios autores.
- de uno de los caballos de la Luna.[13]
- de una montaña.[14]
- en plural: nombre que se le da a los brahmanes en el mítico continente concéntrico Plaksha Dwipa (que rodea el océano de agua salada).[11]
- jansa sati: actuar o comportarse como un cisne.[15]

## Palabrascognadas
La palabra sánscrita jansa proviene del antiquísimo idioma indoeuropeo, que con el tiempo también generó palabras en idiomas europeos:
- el griego χήνα (jina),
- el latín ánser o hánser,
- el español «ánsar» y «ganso»
- el alemán gans,
- el inglés goose /guus/,
- el ucraniano гусак /júsak/ y
- el ruso гусь /jush/.

## Identificación con el cisne
Aunque el término ha sido tradicionalmente traducido al inglés como ‘cisne’, actualmente se considera poco posible que sea el significado original.
En la India los cisnes nunca se encuentran en poblaciones salvajes, en bandadas domésticas e incluso casi nunca en los zoológicos. Sin embargo, las listas de control ornitológico de la India afirma claramente que los cisnes son una especie de vagabundos en la India, es decir, muy rara vez (por lo menos en la actualidad) pasan el invierno en la India.
Las traducciones estándar del término sánscrito lo presentan como ‘ganso’ en primer lugar, y luego como ‘cisne’, otras aves acuáticas, o aves míticas, como alternativa.

## Identificación como el ánsar índico
Los ornitólogos consideran normalmente que el jansa era el ánsar índico (Ánser índicus), un ave migratoria que en el invierno se encuentra comúnmente en el norte del subcontinente índico.
Se dice que el ánsar índico reside en la zona del lago Manasarovar (en el Tíbet) y en el invierno emigra al sur, a los lagos de la India.